# Otto Magnus Stackelberg (diplomat)
Otto Magnus (von) Stackelberg, född 1736, död 1800, var en rysk greve och diplomat. 

## Biografi
Stackelberg var en tid rysk minister i Madrid och innehade därefter den viktiga posten som ambassadör i Warszawa, där han efter Polens första delning (1772) hade att hålla nere jäsningen hos de patriotiska och reformivrande kretsarna och under en lång följd av år faktiskt var landets verklige regent. Som ett erkännande av sina förtjänster härvid erhöll han 1775 av Katarina II:s intime bundsförvant kejsar Josef II grevetiteln. 
År 1790 återkallades Stackelberg från Polen och utnämndes 1791 till ambassadör i Stockholm, dit han anlände i maj samma år. Han fick där avsluta offensivalliansen mellan Sverige och Ryssland den 19 oktober samma år och betraktade i det följande som sin främsta uppgift att bevara den nya vänskapen mellan Gustav III och Katarina II. 
Stackelberg skildras i svenska memoarer som "en begåvad, men högdragen och slipad man" (drottning Charlottas dagbok). Trots att han inte var särskilt välkommen i början, då kung Gustav hoppats, att general Otto Henrik Igelström, den ryske underhandlaren i Värälä, skulle bli Rysslands representant i Stockholm, förefaller han snart ha kommit på mycket god fot med Gustav III och försökte efter dennes död ivrigt stödja det gustavianska partiet. Efter dess fall fortsatte han sina förbindelser med gustavianerna och var inte främmande för deras intriger att återvinna makten. Detta föranledde hertigen-regenten att i januari 1793 genom ett egenhändigt brev till ryska kejsarinnan begära hans återkallande, vilket Katarina genast ansåg sig böra bevilja. Stackelberg lämnade dock Stockholm först i maj 1793.